# Тройная точка воды

Фазовая диаграмма воды

Тройна́я то́чка воды́ — строго определённые значения температуры и давления, при которых вода может одновременно и равновесно существовать в виде трёх фаз — в твёрдом, жидком и газообразном состояниях. Тройная точка воды — температура 273,16 К (0,01 °C) и давление 611,7 Па.

## Связь с определением единицы температуры
Тройная точка воды характеризуется определённым набором параметров давления и температуры, поэтому может использоваться в качестве реперной (то есть опорной), например, для калибровки приборов. Более того, с 1967 года и до изменения определений основных единиц СИ, вступившего в силу в 2019 году, на температуру тройной точки воды опиралось определение основной единицы температуры — кельвина: температура тройной точки воды была зафиксирована как ровно 273,16 К. В результате изменения определения кельвина температура тройной точки воды вновь стала экспериментально определяемой величиной. Однако её численное значение не изменилось: оно по-прежнему равно 273,16 К с погрешностью порядка 0,0001 К; значительное уменьшение этой погрешности не предвидится, но относительная погрешность температуры тройной точки воды по-прежнему наименьшая среди экспериментально измеряемых температур.

## Одновременное сосуществование трёх фаз воды
Как видно из параметров тройной точки воды, при нормальных для человека условиях равновесное сосуществование льда, водяного пара и жидкой воды невозможно. Это обстоятельство вроде бы противоречит обыденным наблюдениям — лёд, вода и пар при температуре около 0 °C наблюдаются одновременно. Но противоречия нет — состояние тройной точки относится только к чистому веществу, т.е. когда в заданной среде нет других веществ. В бытовых же условиях вода сосуществует с воздухом, который «берёт на себя» создание атмосферного давления; при этом парциальное давление водяного пара может быть сколь угодно низким.